# Nathusius’ Taubenapfel

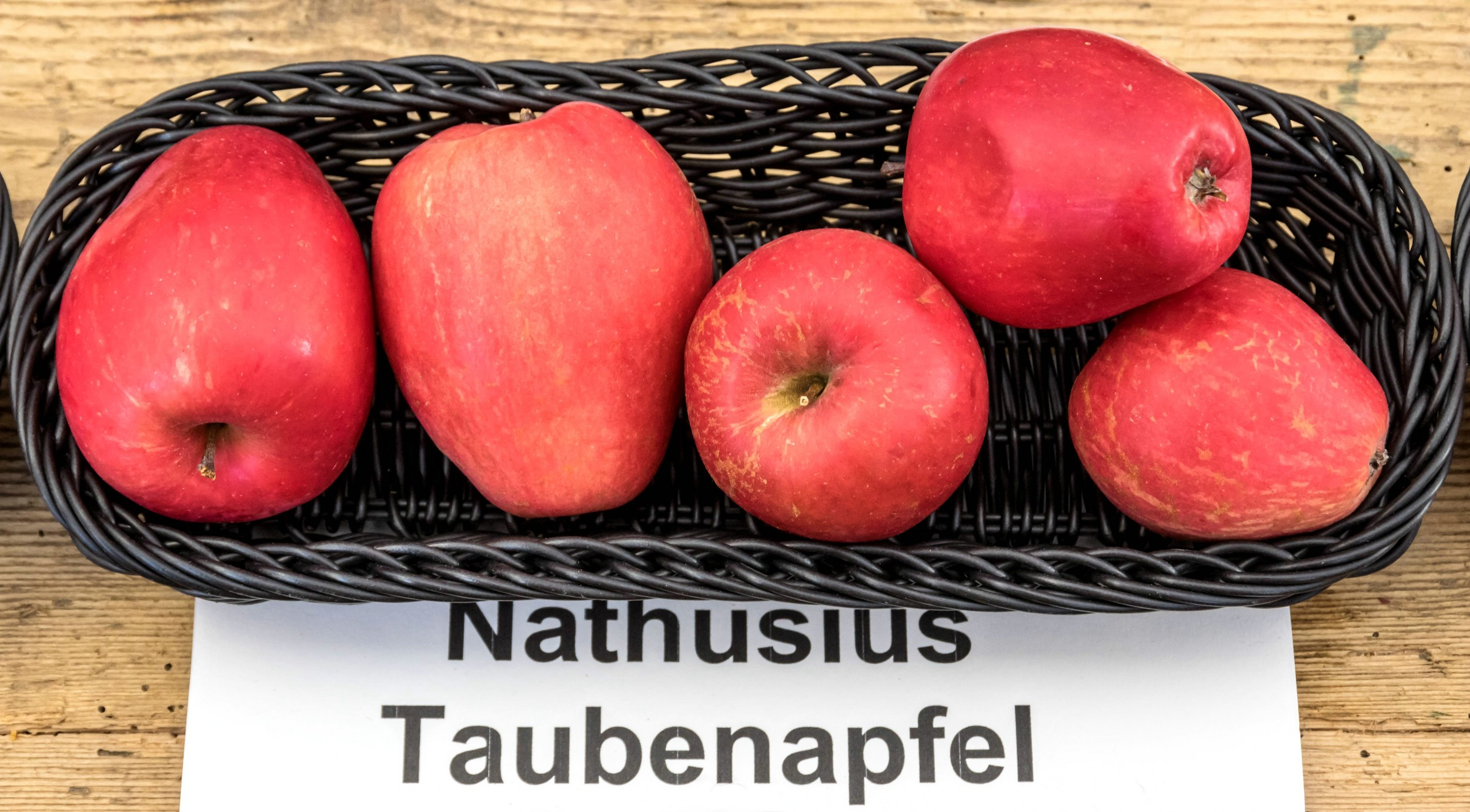
Bilder der Frucht

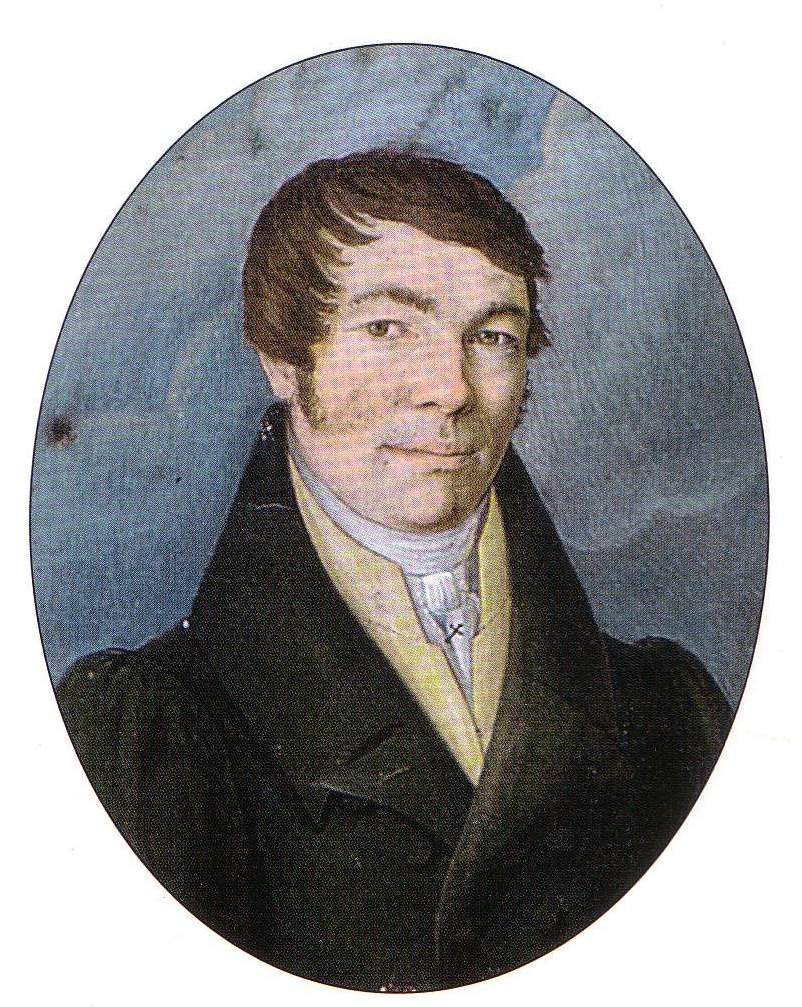
August Dieskau (1805–1889)

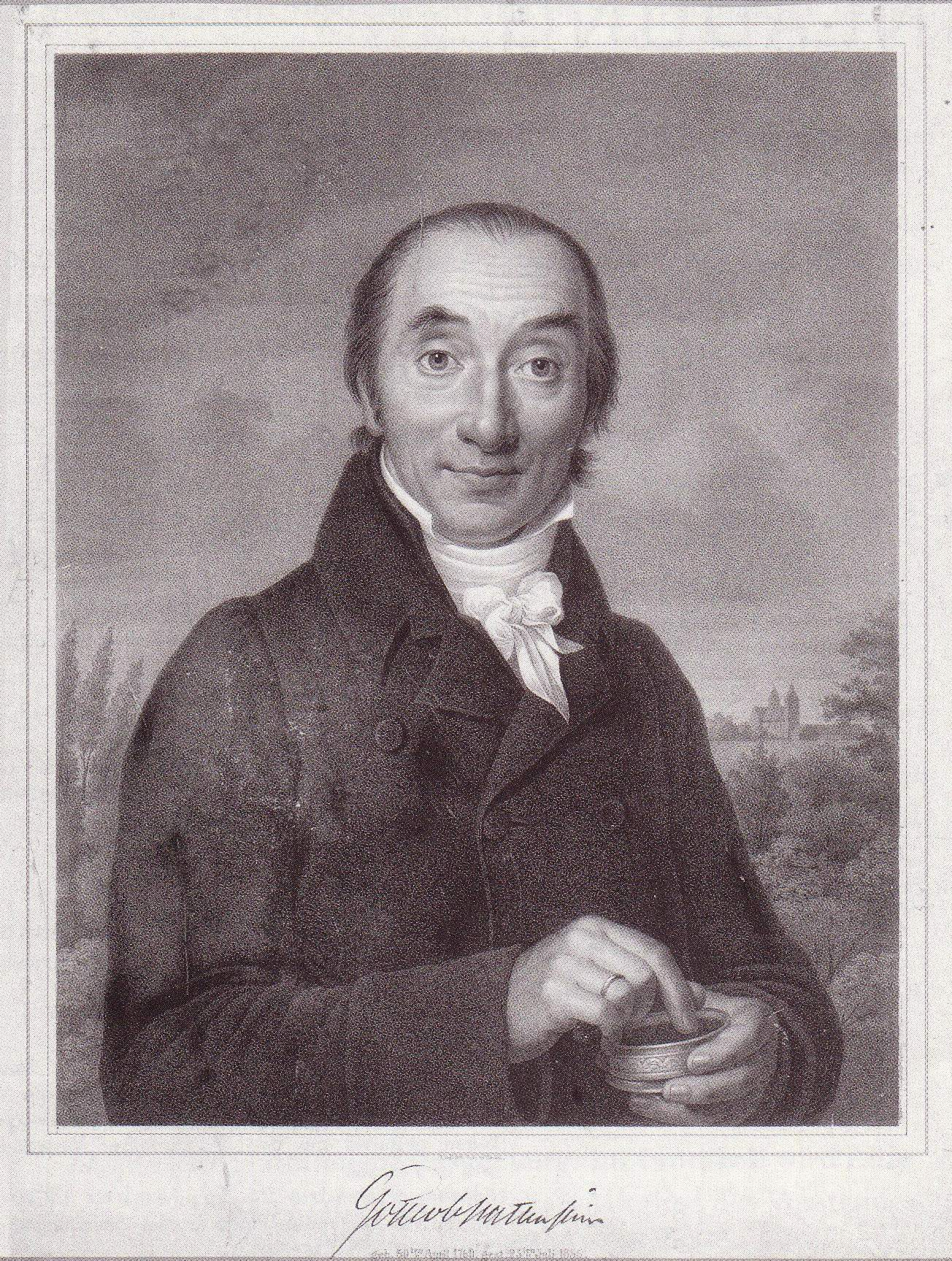
Johann Gottlob Nathusius (1760–1835)

Nathusius' Taubenapfel ist ein 1824 gezüchteter Tafelapfel, der gemäß dem später durch Eduard Lucas verbesserten Dielschen System zu der Klasse der Taubenäpfel gehört.

## Geschichte
Der spätere Obergärtner Dieskau züchtete 1824 in der einst bedeutenden Handelsgärtnerei zu Althaldensleben die Apfelart aus einem Samen. Anlässlich der ersten großen Obstausstellung im damaligen Krollschen Etablissement in Berlin benannten Eduard Lucas und J.G.C. Oberdieck den Apfel als "Großer roter althaldensleber Pigeon.
Später taufte Dieskau den Apfel jedoch nach Johann Gottlob Nathusius um, da dieser (sein Arbeitgeber) sich um den Obstbau und die Landwirtschaft außerordentliche Verdienste erworben hatte. Die Sorte wurde erstmals von Theodor Engelbrecht im Vereinsblatt für den deutschen Pomologen-Verein, später auch in seinem Standardwerk Deutschlands Apfelsorten. beschrieben.

### Der Züchter
Johann Wilhelm August Dieskau (1805–1889) absolvierte eine Gärtnerlehre im Botanischen Garten Halle. Sein Lehrmeister war Johann August Baum. Den Lehrbrief erhielt Dieskau am 20. April 1824. Nach Abschluss seiner Lehre erfolgte auf Vermittlung durch Professor Kurt Sprengel eine Anstellung bei Johann Gottlob Nathusius, einem Bekannten des Professors. Bis 1832 wirkte er in den Althaldensleber und Hundisburger Gärten. Ab 1832 arbeitete er wieder im Botanischen Garten in Halle als Gärtnergehilfe. Etwa ab 1840 wurde er als Obergärtner wieder in Althaldensleben angestellt.

### Der Namenspatron
Johann Gottlob Nathusius, als Kaufmann in Magdeburg reich geworden und späterer Besitzer der Güter Althaldensleben und Hundisburg, war trotz seines Vermögens ein bescheidener Mann. Als einziges Hobby kann sein Faible für Garten- und Parkbau sowie die Baumzucht bezeichnet werden. Auch wenn sein Interesse hierbei teilweise gewerblich war, investierte er viel Zeit und Geld in die Schaffung großer Parkanlagen, zunächst auf dem Werder in Magdeburg, später in Althaldensleben und Hundisburg (Landschaftspark Althaldensleben-Hundisburg). Obwohl Nathusius kein praktisch ausgebildeter Gärtner war, las er sich – soweit damals möglich – in die Thematik ein, sodass er nicht nur selbst die gärtnerischen Regeln beherrschte, sondern diese auch seinen Gärtnern weitergab. Nathusius beschäftigte bis zu 22 Gärtner und Gärtnergehilfen auf seinen beiden  Gütern.

## Beschreibung
Der Baumwuchs ist mittelstark und breit. Die Blüte erfolgt spät, daher besteht kaum Blütenfrostgefahr. Die Pflückreife ist etwa Mitte Oktober erreicht, die Genussreife ab November bis März. Die Apfelfrucht ist mittelgroß, eiförmig und rot gestreift. Die Apfelhälften sind häufig ungleich. Die Frucht riecht kaum. Die Fruchtschale ist glatt und etwas fettig. Das Fruchtfleisch ist weich und saftig, hat ein Bittermandelaroma und schmeckt leicht edelweinig.

## Vorkommen
Die Apfelsorte wurde im 19. Jahrhundert an der Niederelbe angebaut, verschwand dann aber weitgehend. Heute ist die Niedersächsische Elbtalaue wieder "Stammland" der Sorte und der Nathusius' Taubenapfel wird auch von vielen Gärtnereien in ganz Deutschland angeboten. Außerdem gibt es ihn natürlich in den Obstquartieren des von Johann Gottlob Nathusius geschaffenen Parkensembles beim Hundisburger Schloss. Auch wird er heute im Rheinland angepflanzt.